# Perindus binundata
Perindus binundata är en insektsart som beskrevs av Alexander Fyodorovich Emeljanov 1989. Perindus binundata ingår i släktet Perindus och familjen kilstritar. Inga underarter finns listade i Catalogue of Life.